# Bion von Borysthenes
Bion von Borysthenes (griechisch Βίων Βορυσθενίτης Bíōn Borysthenítēs; * vermutlich um 335 v. Chr. in Olbia; † vor 252 v. Chr. in Chalkis) war ein antiker griechischer Philosoph. Er wird der Schule des Kynismus zugerechnet.
Bions Schriften sind verloren. Erhalten sind lediglich antike Berichte über sein Leben und seine Lehre.

## Leben
Die genauen Lebensdaten Bions sind unbekannt. Nach den antiken Quellen nimmt man an, dass er um 335 v. Chr. geboren und vor 252 v. Chr. gestorben ist.
Diogenes Laertios hat im 3. Jahrhundert einige (heute angezweifelte) Informationen zu Bions Biographie niedergeschrieben, die er diesem selbst in den Mund legt. Demnach war er Sohn eines freigelassenen Fischhändlers und einer Prostituierten. Sein Vater habe Zollgebühren unterschlagen, woraufhin Bion samt seiner Familie als Sklave verkauft worden sein soll. Ein Rhetor habe ihn als Lustknaben gekauft und ihm bei seinem Tod seinen gesamten Besitz vermacht. Bion habe sich sofort von der Rhetorik ab- und der Philosophie zugewandt und sei nach Athen übersiedelt.
Vermutlich ist Bion gegen 314 v. Chr. nach Athen gekommen, wo er an der platonischen Akademie Schüler des Xenokrates, des Krates von Athen und des Krantor von Soloi wurde. Wohl ab etwa 310 v. Chr. wurde er darüber hinaus Schüler des Theodoros von Kyrene und des Peripatetikers Theophrastos von Eresos. Später wandte sich Bion der kynischen Philosophie zu, ob er auch einen kynischen Lehrer hatte, ist unbekannt. Als Kyniker führte er das Leben eines durch Unterricht Geld verdienenden Wanderlehrers, weshalb er auch gelegentlich als Sophist bezeichnet wurde.  Charakter und Person Bions werden in den erhaltenen Zeugnissen mehrheitlich negativ bewertet.
Bion stand in engerem Kontakt mit dem makedonischen König Antigonos Gonatas, der ihn 276 v. Chr. nach Pella berufen und später unterstützt haben soll, als er in Chalkis im Sterben lag.

## Schriften
Nach Diogenes Laertios hat Bion zahlreiche Schriften verfasst. Folgende Titel werden bei verschiedenen Autoren genannt: Über Sklaverei, Über Zorn und Aussprüche. Bions Schriften waren und sind nicht so sehr wegen ihres Inhalts bekannt als vielmehr wegen ihres literarischen Stils. Er begründete eine bestimmte Form von philosophischer Moralpredigt, welche meist kurz und in der Umgangssprache gehalten war und sich beispielsweise durch Verzierungen, Anekdoten, Zitaten und deftige Ausdrücke auszeichnete. Man verwendet zu ihrer Bezeichnung heute den Ausdruck Diatribe.

## Lehre
Obwohl Bion in den Quellen nie als Kyniker bezeichnet wird (sondern zwei Mal als Peripatetiker, Diogenes Laertios wiederum behandelt ihn im Rahmen der Akademiker), rechnet ihn die Philosophiegeschichte aufgrund der überlieferten Inhalte seiner Lehre zu den Kynikern. Wie Metrokles gilt er als Vertreter eines abgeschwächten, milden Kynismus. Beide sprechen sich beispielsweise im Gegensatz zu den älteren Kynikern nicht grundsätzlich gegen Reichtum aus. Nach Bion sieht der Vernünftige ein, dass es das Beste ist, die Dinge so anzunehmen, wie sie sind, und nicht ständig mit ihnen zu hadern. So komme es nicht darauf an, ob man arm oder reich, Sklave oder König sei, sondern darum, mit seinem jeweiligen Zustand gut umzugehen. Es mache auch keinen Sinn, ständig nach mehr zu streben oder Angst um das zu haben, was man hat. Wer diesen Ansichten folge, der sei unabhängig, nichts und niemand könne so jemandem schaden.
Wie andere Kyniker stand Bion traditionellen religiösen Vorstellungen kritisch gegenüber. Wie Diogenes von Sinope hielt er die traditionelle Bildung für überflüssig; genannt werden dafür Rhetorik, Grammatik, Astronomie, Musik und Geometrie.